# Pēteris Vasks
Pēteris Vasks (ur. 16 kwietnia 1946 w Aizpute) – łotewski kompozytor.

## Życiorys
W latach 1964–1970 studiował u Vytautasa Šereiki w konserwatorium w Wilnie (kontrabas), następnie w latach 1973–1978 był uczniem w klasie kompozycji Valentina Utkinsa w konserwatorium w Rydze. Grał jako kontrabasista w orkiestrze Filharmonii Litewskiej (1966–1969), Łotewskiej Filharmonicznej Orkiestry Kameralnej (1969–1970) oraz orkiestrze symfonicznej radia i telewizji łotewskiej (1970–1974). W 1980 roku został wykładowcą kompozycji w konserwatorium w Rydze. Członek honorowy Łotewskiej Akademii Nauk (1994) oraz członek Królewskiej Akademii Muzycznej w Sztokholmie.
Otrzymał nagrodę im. Herdera (1996) oraz wielką łotewską nagrodę muzyczną (1993, 1998 i 2000). Odznaczony łotewskim Orderem Trzech Gwiazd III klasy (2001) oraz estońskim Orderem Gwiazdy Białej III klasy (2005).

## Twórczość
W swojej muzyce stosuje skale modalne i skale molowe, motywy z łotewskich melodii ludowych oraz powolne tempo narracji, nadające całości miękkie brzmienie i elegijność, podkreślaną niekiedy dodatkowo przez kontrasty temp i nastrojów oraz silną pulsację w miejsce szerokich płaszczyzn melodyczno-harmonicznych. Wykorzystuje z reguły tradycyjne metody kształtowania narracji, nadające jego dziełom rys zachowawczy i konserwatywny. Wpływ na twórczość Vasksa wywarł dorobek polskiej szkoły sonorystycznej, wykorzystywany w sferze kolorystycznej do podkreślenia harmonii i aury emocjonalnej. Jego kompozycje mają charakter programowy, kompozytor traktuje polaryzację ekspresji, przeciwstawienie skupienia medytacyjnego silnemu patosowi oraz neoromantyczne gesty muzyczne jako wyraz sprzeciwu wobec niszczenia przyrody i zaniku tradycyjnych wartości etycznych we współczesnym świecie.

## Wybrane kompozycje
(na podstawie materiałów źródłowych)

### Utwory orkiestrowe
- Rush Hour (1978)
- Cantabile na smyczki (1979)
- Vēstījums Botschaft na smyczki, perkusję i 2 fortepiany (1982)
- Musica dolorosa na smyczki (1983)
- Lauda (1986)
- Koncert na rożek angielski (1989)
- 3 symfonie (I „Balsis” 1990–1992, II 1998–1999, III 2005)
- Koncert wiolonczelowy (1993–1994)
- Musica adventus na smyczki (1995–1996)
- Tālā gaisma na skrzypce i orkiestrę smyczkową (1996–1997)
- Composition (2001)
- Viatore (2002)
- Musica appasionata (2002)
- Sala (2006)

### Utwory kameralne
- 3 utwory na klarnet i fortepian (1973)
- Partita na wiolonczelę i fortepian (1974, zrewid. 2001)
- Chamber Music na smyczki i perkusję (1975)
- Moments musicaux na klarnet (1977)
- 2 kwintety dęte (I „Mūzika aizlidojušajiem putniem” 1977, II „Mūzika aizgājušam draugam”” 1982)
- 5 kwartetów smyczkowych (I 1977, II Vasaras dziedājumi 1984, III 1995, IV 1999, V 2004)
- Grāmata čellam na wiolonczelę (1978)
- 3 skatieni na 2 instrumenty (1979)
- Koncert na kotły i perkusję (1979–1986)
- Ainava ar putniem na flet (1980)
- Pieskārieni na obój (1982)
- Maza vasaras mūzika na skrzypce i fortepian (1985)
- Episodi e Canto perpetuo na trio fortepianowe (1985)
- Sonata na kontrabas solo (1986)
- Pavasara sonāte na sekstet smyczkowy (1987)
- Musique de soir na róg i organy (1988)
- Vientulības sonāte na gitarę (1990)
- Sonata na flet solo (1992)
- Kwartet fortepianowy (2001, zrewid. 2002)
- Bass Trip na kontrabas (2003)
- Canto di forza na 12 wiolonczel (2005)

### Utwory fortepianowe
- Muzyka na 2 fortepiany (1974)
- In Memoriam na 2 lub 4 fortepiany (1977)
- Toccata na 2 fortepiany (1977)
- Maza nakts mūzika (1978)
- Baltā ainava (1980)
- Rudens mūzika (1981)
- Izdegušās zemes ainavas (1992)
- Spring Music, „quasi una sonata” (1995)

### Utwory organowe
- Cantus ad pacem (1984)
- Musica seria (1988)
- Te Deum (1991)
- Viatore (2003)

### Utwory wokalne
- Concerto vocale na chór (1978)
- kantata kameralna Latvija (1987)
- Dona nobis pacem na chór i orkiestrę smyczkową lub organy (1996)